# NGC 6924
NGC 6924 ist eine elliptische Galaxie vom Hubble-Typ E/S0 im Sternbild Steinbock auf der Ekliptik. Sie ist schätzungsweise 274 Millionen Lichtjahre von der Milchstraße entfernt und hat einen Durchmesser von etwa 165.000 Lichtjahren.
Im selben Himmelsareal befindet sich u. a. die Galaxie NGC 6936.
Das Objekt wurde am 8. Juli 1885 von Francis Leavenworth entdeckt.